# Jacqueline Todten
Jacqueline Todten-Hein, nemška atletinja, * 29. maj 1954, Vzhodni Berlin, Vzhodna Nemčija.
Nastopila je na poletnih olimpijskih igrah v letih 1972 in 1976, leta 1972 je osvojila srebrno medaljo v metu kopja, leta 1976 pa četrto mesto. Na evropskih prvenstvih je prav tako osvojila srebrno medaljo leta 1974. 